# Eurínome
Eurínome (em grego:  Εὐρυνόμη), na mitologia grega, era uma oceânide, filha de Oceano e Tétis.
Eurínome e Zeus são os pais das Cárites: Aglaia, Tália e Eufrosina. Alguns autores (não mencionados) colocam Asopo como filho de Eurínome e Zeus.

## Culto a Eurínome
Na época de Pausânias, a aproximadamente vinte estádios de Phigalia, havia um santuário a Eurínome próximo à confluência dos rios conhecidos como Neda e Límax, no Peloponeso, em um lugar de difícil acesso. Os habitantes de Phigalia acreditavam que Eurínome era um título de Ártemis, mas os que conheciam a tradição reconheciam Eurínome como a filha de Oceano. Ela e Tétis (nereida) receberam Hefesto. O santuário permanecia fechado o ano todo, abrindo apenas um dia por ano, em uma data fixa; neste dia eram oferecidos sacrifícios pelo Estado e por indivíduos.
Pausânias não chegou no dia do festival e por isso não viu a estátua da deusa, mas a descrição dada pelos habitantes de Phigalia era de uma imagem de madeira, presa com correntes de ouro, sendo mulher da cintura para cima, e peixe da cintura para baixo. Pausânias comenta que não existe como conectar esta imagem à de Ártemis.

## Interpretação do mito
Foi protótipo da Deusa mãe criadora e a mais importante divindade dos pelasgos, o povo que ocupou a região da Grécia em tempos pré-históricos antes da invasão jônica e dórica.
O nome significa algo como "aquela que governa de longe", e seu culto se espalhou por todo o Mediterrâneo, servindo de base para a maioria das religiões da região. Eurínome está associada ao mar e dentre os títulos atribuídos a ela, alguns são a Grande Deusa, Mãe Primordial, a Criadora do Universo, a Governante, Deusa do Universo, Deusa de Tudo, e Aquela Que Se Move Na Eternidade. Na Suméria ela era conhecida como Iahu Anat, que significa "pomba sublime".
Eurínome tinha um templo em Arcádia de difícil acesso que era aberto apenas uma vez por ano. Se peregrinos penetrassem no santuário, iriam encontrar a imagem da Deusa como uma mulher com um rabo de serpente, presa com correntes de ouro. Nesta forma, Eurínome do Mar era considerada a mãe de todos os prazeres.
A lenda de Eurínome retrata bem a humanidade no período Paleolítico, quando o ato sexual ainda não era associado à gravidez e as culturas humanas não tinham conhecimento sobre o papel reprodutor do macho. A humanidade acreditava que as mulheres geravam os bebês por si próprias: eram engravidadas ao ser picada por alguns insetos, comer determinado alimento ou se expor ao vento norte ou ao orvalho. Em seu mito, Eurínome é o reflexo dessa crença, pois a partir do vento criou tudo o que existe no planeta.
Com o passar dos anos, Eurínome foi absorvida pelo culto às graças e posteriormente passou a ser considerada sua mãe. Após a ascensão do patriarcado, Eurínome foi rebaixada aos status de amante de Zeus, e de Criadora passou a ser considerada apenas uma titânide filha de Oceano e Tétis. Todavia, mesmo na versão patriarcal da mitologia grega, Eurínome e seu consorte Ofíon reinaram sobre o monte Olimpo até serem derrotados por Reia e Cronos.
Por ser a Deusa do Universo, é dito que dificilmente Eurínome concede um pedido específico, porém quando o faz, suas bençãos são eternas e acompanham a venturosa pessoa por todas as encarnações. A lenda é um dos mais antigos mito da Criação existente desde a invenção da escrita. Eurínome é a Mãe Primordial dos Deuses e a Criadora do Universo, que governou o Olimpo antes da chegada do patriarcado e do reinado dos deuses masculinos.